# Manfred Wekwerth
Manfred Wekwerth (Köthen, 1929. december 3. – Berlin, 2014. július 16.) német politikus, filmrendező, szerző, önéletrajzíró és író. 1977 és 1991 között a Berliner Ensemble színházban volt rendező, de több NDK-beli filmet is ő rendezett. Felesége a szintén színész Renate Richter volt.

## Filmjei
- Optimista tragédia (tévéfilm, 1971)

## Magyarul kiadott műve
- Változó színház; ford. Gál M. Zsuzsa; Színháztudományi Intézet, Bp., 1966 (Korszerű színház)